# Potemayo
Potemayo (ぽてまよ) là một manga dài 4 tập của tác giả Haruka Ogataya, manga lần đầu tiên được xuất bản ở Nhật trên tạp chí Moeyon vào ngày 9 tháng 6 năm 2004. Đến tháng 10 năm 2005 nó được đăng trên tạp chí Comic High!.
Manga được chuyển thể thành anime bởi hãng phim J.C.Staff và được khởi chiếu từ ngày 6 tháng 7 đến 21 tháng 9 năm 2007 gồm 12 phần trên kênh Tokyo MX.

## Câu truyện
Vào một buổi sáng, Moriyama Sunao tìm thấy một sinh vật kỳ lạ, nhỏ bé trong tủ lạnh nhà mình, khi nhìn những món mình đang ăn, Sunao quyết định đặt tên cho sinh vật đó là Potemayo, Potemayo đến trường cùng Sunao và lập tức gây được sự chú ý cho cả lớp, đặc biệt các bạn nữ rất thích Potemayo. Khi Sunao và Potemayo đang ở trường, một sinh vật khác cũng phá tủ lạnh đi ra, nhưng khác với Potemayo, lần này là một sinh vật khó tính, đó là Guchuko.
Guchuko bước ra thế giới bên ngoài vào ngay hôm lớp Sunao đang có buổi thực hành vẽ tranh ngoài trời, sau đó bị truy đuổi Guchuko phóng hai tia lửa từ hai sinh vật nhỏ ở bên tai cô gây sát thương cho nhiều bạn trong lớp, các bạn khác tổ chức truy đuổi, đó cũng là lần đầu tiên Kyō Takamimori gặp mặt guchuko, sau này cả hai trở nên thân thiết và Guchoko đến sống ở trên một cái cây trong sân vường nhà Kyo Takamimori.

## Nhân vật

Các nhân vật Potemayo từ trái qua phải:
phía sau: mẹ của Kyō, Kyō, Yasumi, Kaoru, và Kōdai;
phía trước: Guchuko, Nene, Mikan, Sunao, Potemayo (giữa), và Mudō.

Sunao Moriyama (森山 素直 Moriyama Sunao)
Lồng tiếng bởi: Kitamura Eri

Potemayo (ぽてまよ)
Lồng tiếng bởi: Hanazawa Kana

Guchuko (ぐちゅ子)
Lồng tiếng bởi: Tsuji Ayumi

Mikan Natsu (夏 みかん Natsu Mikan)
Lồng tiếng bởi: Kawasumi Ayako

Kyō Takamimori (高見盛 京 Takamimori Kyō)
Lồng tiếng bởi: Kaida Yūko

Nene Kasugano (春日乃 ねね Kasugano Nene)
Lồng tiếng bởi: Kugimiya Rie
Nene là người bạn cùng lớp với Sunao, và là người bạn thân của Mikan. Nene có một giọng nói rất đặc biệt. Nene là một người thẳng tính, cô sinh trưởng trong một gia đình thượng lưu, là một tiểu thư trong gia đình, ba người anh rất yêu quý và phục tùng cô. Mẹ Nene rất trẻ hơn so với tuổi và rất sợ con gái mình.
Mudō Kirihara (桐原 無道 Kirihara Mudō)
Lồng tiếng bởi: Tokita Hikaru

Kaoru Hatsushiba (初芝 薫 Hatsushiba Kaoru)
Lồng tiếng bởi: Kondo Takayuki

Kōdai Moriyama (森山 皇大 Moriyama Kōdai)
Lồng tiếng bởi: Hamada Kenji

Yasumi Natsu (夏 哉純 Natsu Yasumi)
Lồng tiếng bởi: Okamoto Nobuhiko

Tomari Seki (関 とまり Seki Tomari)
Lồng tiếng bởi: Kugimiya Rie

Miku Moriyama (森山 未来 Moriyama Miku)
Lồng tiếng bởi: Inoue Kikuko